# El Vado (Jalisco)
El Vado es una localidad del estado mexicano de Jalisco. Es parte del municipio de Tonalá.

## Demografía
| Gráfica de evolución demográfica |
|                                  |

| Censo | Población |
| ----- | --------- |
| 1900  | 70        |
| 1910  | 169       |
| 1921  | 55        |
| 1930  | 170       |
| 1940  | 192       |
| 1950  | 225       |
| 1960  | 149       |
| 1970  | 164       |
| 1980  | 160       |
| 1990  | 169       |
| 2000  | 356       |
| 2010  | 541       |
| 2020  | 5 618     |